# Ecliptopera delecta
Ecliptopera delecta är en fjärilsart som beskrevs av Butler 1880. Ecliptopera delecta ingår i släktet Ecliptopera och familjen mätare. Inga underarter finns listade i Catalogue of Life.